# Okręg wyborczy Sidcup
Okręg wyborczy Sidcup powstał w 1974 r. i wysyłał do brytyjskiej Izby Gmin jednego deputowanego. Okręg obejmował dystrykt Sidcup na przedmieściach Londynu. Został zlikwidowany w 1983 r.

## Deputowani do brytyjskiej Izby Gmin z okręgu Sidcup
- 1974–1983: Edward Heath, Partia Konserwatywna